# Harry and the Hendersons (telessérie)
Harry - Um Hóspede do Barulho foi um sitcom americano baseado no filme de mesmo nome lançado em 1987. A série foi exibida originalmente pela NBCUniversal, de 13 de janeiro de 1991 a 18 de junho de 1993, com 72 episódios, cada um com meia hora de duração.

## Elenco
- Kevin Peter Hall - Harry (1991)
- Dawan Scott - Harry (1991-1992)
- Brian Steele - Harry (1992-1993)
- N. Brock Winkless IV - Harry (manipulação do boneco, 1991-1993)
- Patrick Pinney - Harry (efeitos vocais, 1991-1993)
- Bruce Davison - George Henderson
- Molly Cheek - Nancy Henderson
- Carol-Ann Plante - Sarah Henderson
- Zachary Bostrom - Ernie Henderson
- Gigi Rice - Samantha Glick (1991)
- Cassie Cole - Tiffany Glick (1991)
- David Coburn - Walter Potter (1991)
- Noah Blake - Brett Douglas (1991-1993)
- Courtney Peldon - Darcy Payne (1991-1992)
- Mark Dakota Robinson - Hilton Woods, Jr. (1992-1993)
- Jared Henderson - Ele mesmo (1992)